# Sengaku-ji
35° 38′ 16″ N, 139° 44′ 11″ L

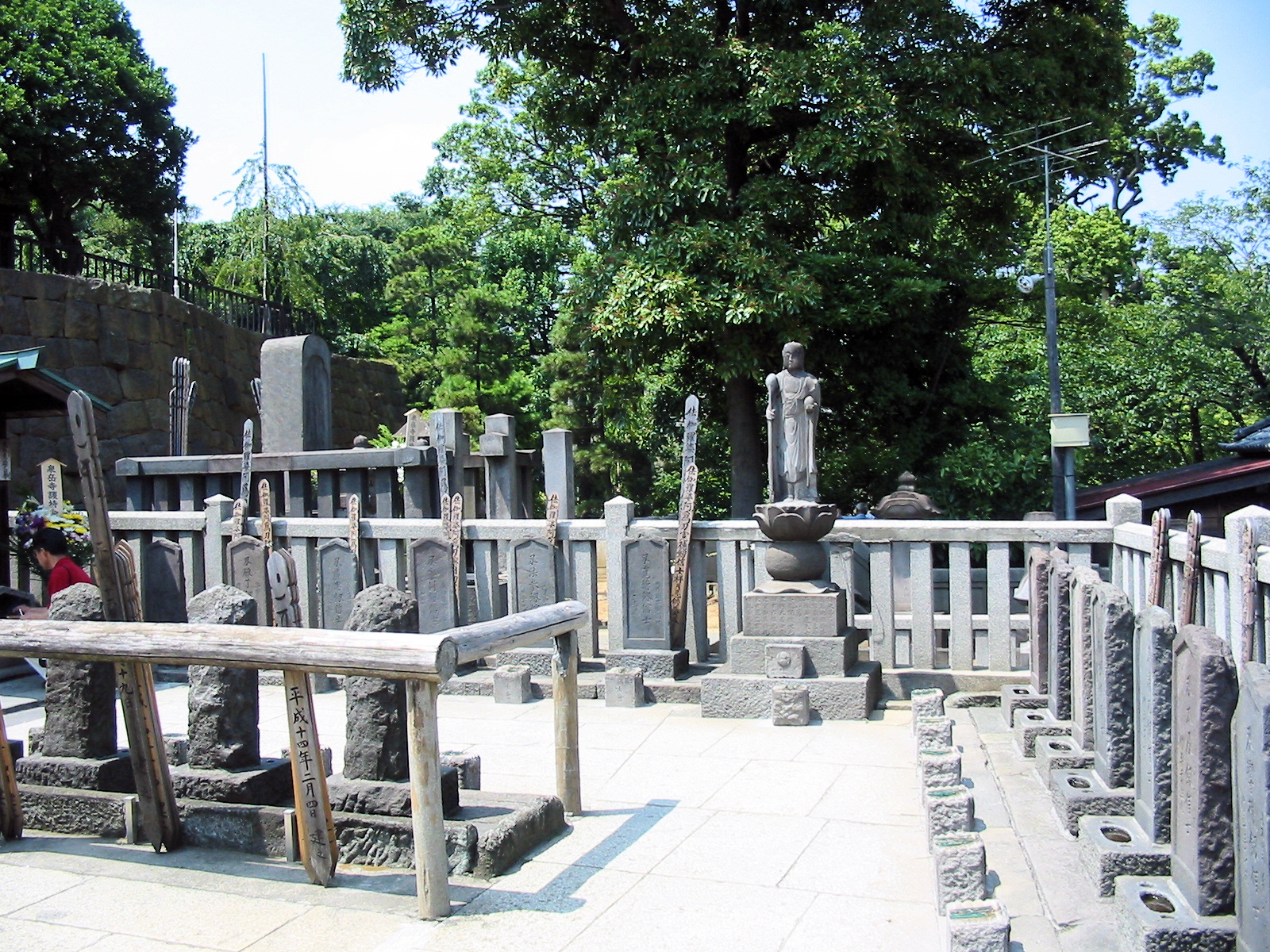
Lápides de 47 ronin.

Sengaku-ji (泉岳寺) é um templo soto zen budista localizado em Takanawa, fazendo fronteira com Minato-ku, perto da estação Shinagawa, Tóquio, Japão.
Os túmulos de Asano Takumi no Kami Naganori e do 47 ronin estão em Sengaku-ji.